# Плеханов, Юрий Николаевич
Юрий Николаевич Плеханов (род. 13 декабря 1938) — советский хоккеист, нападающий.

## Биография
Выступал за команды ЛИИЖТ (1957/58 — 1961/62), «Спартак» Ленинград (1962/63 — 1964/65), «Металлург» Череповец (1965/66 — 1966/67), «Шахтёр» (Инта, 1967/68 — 1968/69). В классе «А» провёл четыре сезона (1959/60 — 1962/53).

## Достижения
- Серебряный призёр хоккейного турнира зимней Универсиады 1962.
- Чемпион РСФСР 1958.
- Обладатель «Кубка Бухареста» — 1961[1]